# L. Blaine Hammond
Pour les articles homonymes, voir Hammond.
Lloyd Blaine Hammond Jr. est un astronaute américain né le 16 janvier 1952.

## Vols réalisés
- 28 avril 1991 : Discovery (STS-39)
- 9 avril 1994 : Discovery (STS-64)